# Cyclocephala simulatrix
Cyclocephala simulatrix är en skalbaggsart som beskrevs av Höhne 1923. Cyclocephala simulatrix ingår i släktet Cyclocephala och familjen Dynastidae. Inga underarter finns listade i Catalogue of Life.